# 李丙琪
李 丙琪（イ・ビョンギ、朝鮮語: 이병기、1947年6月12日 - ）は、大韓民国の外交官、政治家。駐日韓国大使（第20代）、大韓民国国家情報院院長、大統領秘書室長などを歴任した。「琪」がJIS X 0208に含まれないため、インターネット上の日本語ニュース記事では「李丙ギ」と表記される場合がある。

## 経歴
景福高等学校卒業。1971年2月にソウル大学校外交学科卒業。1974年5月に外務高等考試合格。1974年11月に外交部入部。在ジュネーブ代表部やケニア大使館勤務を経て大統領儀典首席秘書官（盧泰愚政権）、国家安全企画部第2次長（金泳三政権）。1999年には日本の慶應義塾大学客員教授。汝矣島研究所顧問。
朴槿恵政権時代の2013年6月から駐日韓国大使（第20代）。2014年7月より大韓民国国家情報院院長。2015年3月、朴槿恵大統領の下で大統領秘書室長に就任。大統領秘書室長のポストは首相と同等クラスである。2016年5月に大統領秘書室長を退任した。
2017年1月、崔順実被告の国政介入事件で、家宅捜索を受ける。朴槿恵政権時の国家情報院長として、情報収集のための活動費を大統領府幹部らに渡した容疑で11月14日に緊急逮捕され身柄を拘束。11月17日に正式に逮捕された。2018年6月15日、ソウル中央地裁にて特定犯罪加重処罰法（国庫損失）違反などの罪で懲役3年6カ月の実刑判決を受けた。
日本の第99代内閣総理大臣である菅義偉とは親交が深く、2015年には慰安婦問題日韓合意の締結に、当時内閣官房長官だった菅とともに調整に力を尽くした。しかし、その後の文政権によって合意が一方的に覆され、李も逮捕されたことに菅は激怒。収監された李に対しては、菅は手紙を書くなどして慰めているという。

## 親族
鄭義溶元外交部長官とは従兄弟同士である（2人の母親は姉妹）。

## 栄典
- 2014年10月31日　旭日大綬章